# Neumarkt (Dresde)

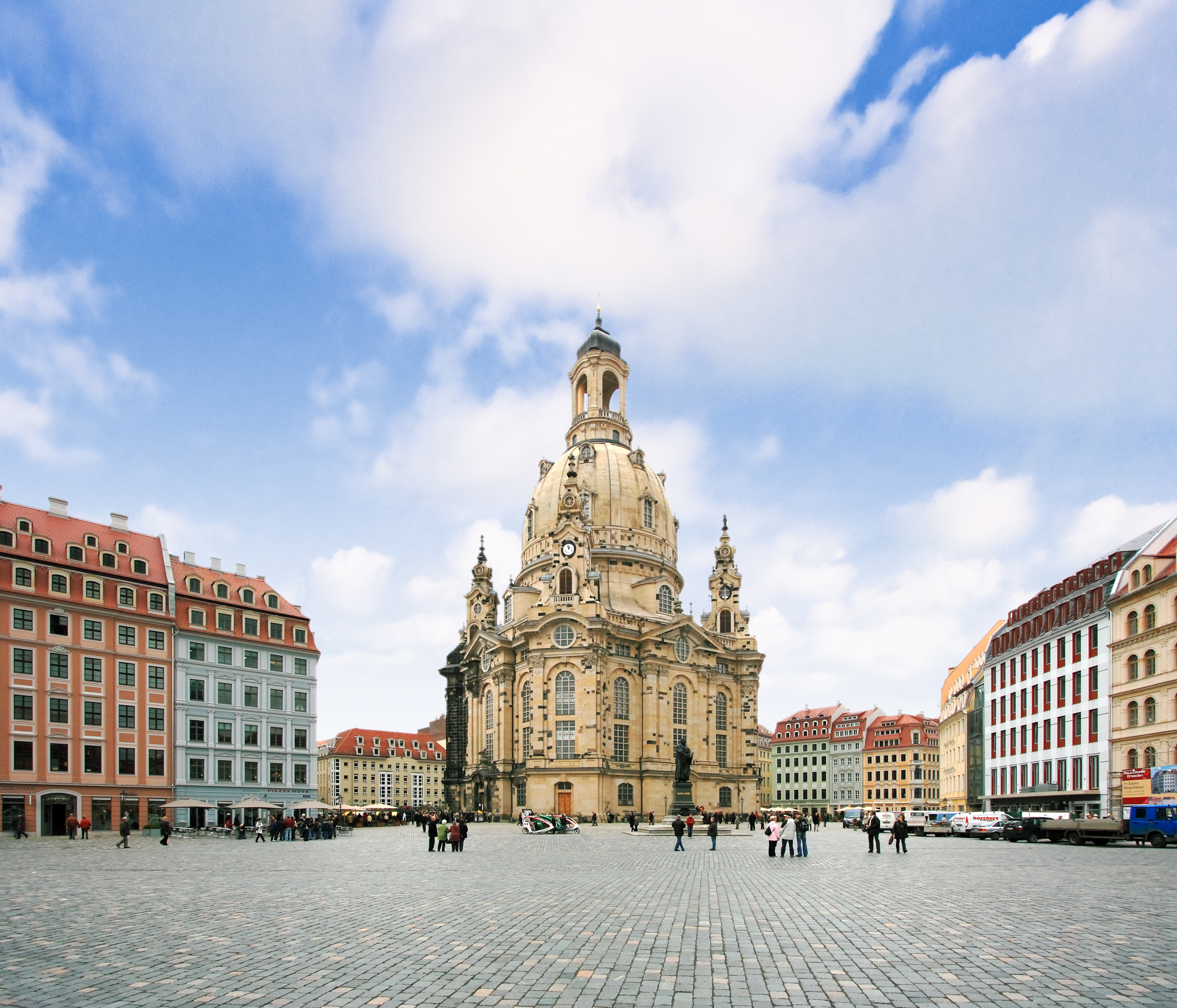
El Neumarkt de Dresde en primavera de 2008 con la Frauenkirche en el centro.

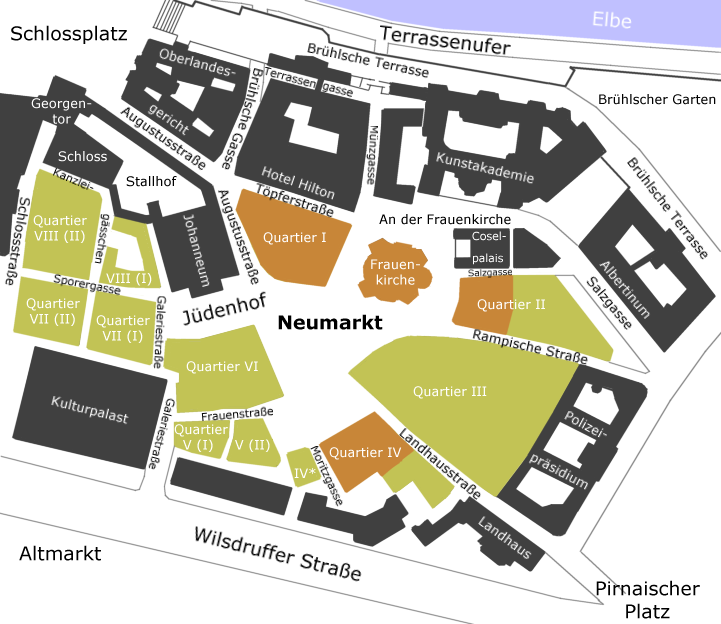
Mapa de los barrios del Neumarkt.

El Neumarkt es una zona del centro histórico de Dresde, Alemania. El centro histórico fue arrasado casi completamente durante los bombardeos aliados de la Segunda Guerra Mundial. Después de la guerra, Dresde cayó en la zona de ocupación soviética y posteriormente en la República Democrática Alemana, que reconstruyó la zona de Neumarkt en estilo realista socialista con algunos edificios históricos. Sin embargo, permanecieron vacías grandes parcelas de la zona. Tras la caída del comunismo y la reunificación alemana se decidió reconstruir Neumarkt con su aspecto anterior a la guerra.

## Historia
Debido a su ubicación en ligera subida respecto al Río Elba, propenso a inundaciones, Neumarkt fue una de las primeras zonas de Dresde en la que se asentaron habitantes, con un pequeño pueblo alrededor de la antigua Frauenkirche. Sin embargo, no se situaba dentro de las murallas hasta que en 1530 se expandió la ciudad, momento a partir del que ciudad tenía dos plazas de mercado. La plaza situada alrededor de la Kreuzkirche se renombró Altmarkt (en alemán "Antiguo Mercado"), y la plaza que rodea la Frauenkirche se llamó Neumarkt ("Mercado Nuevo").
Durante el reinado de Augusto II de Polonia, se construyeron en Dresde muchos edificios de estilo barroco, incluida la actual Frauenkirche, y numerosas otras casas que rodean Neumarkt. Después del daño que sufrieron algunos edificios en la Guerra de los Siete Años, se reconstruyeron varios edificios en Neumarkt en estilo rococó o barroco tardío.
Durante el siglo XIX y principios del siglo XX, el Neumarkt permaneció prácticamente si modificar, excepto la renovación del Johanneum completada en 1873 y la construcción del Albertinum y la Academia de Arte, completada a finales del siglo XIX.

### Bombardeo de Dresde y época comunista
Durante los bombardeos de Dresde de febrero de 1945, Neumarkt y sus alrededores quedaron destruidos casi totalmente. La estructura principal de la Frauenkirche sobrevivió inicialmente al bombardeo, pero se derrumbó unos pocos días después. Durante los años cincuenta y sesenta, bajo el gobierno de la República Democrática Alemana, Neumarkt y Altmarkt constituyeron una zona casi totalmente vacía en mitad del centro histórico, excepto las ruinas de la Frauenkirche que quedaron como memorial a los horrores de la guerra. Las dos plazas estaban separadas por la ensanchada Wilsdruffer Strasse, a partir de 1969 por el Palacio de Cultura, y posteriormente por nuevos bloques de apartamentos.

## Reconstrucción
La finalización de la reconstruida Frauenkirche en 2005 marcó el primer paso en la reconstrucción del Neumarkt. Organizaciones como Gesellschaft Historischer Neumarkt Dresden ("Sociedad Histórica del Neumarkt de Dresde") animaron activamente a una reconstrucción fidedigna de los edificios alrededor de Neumarkt, dando una apariencia lo más cercana posible a la de antes de 1945.
Los alrededores de la plaza se han dividido en ocho barrios (Quartier), cada uno de los cuales se reconstruye como un proyecto distinto. La mayoría de los edificios se reconstruyen con su estructura original o al menos con una fachada muy similar a la original. El barrio I y la sección frontal de los barrios II, III, IV y V(II) ya se han completado, y el barrio VIII está actualmente en construcción.

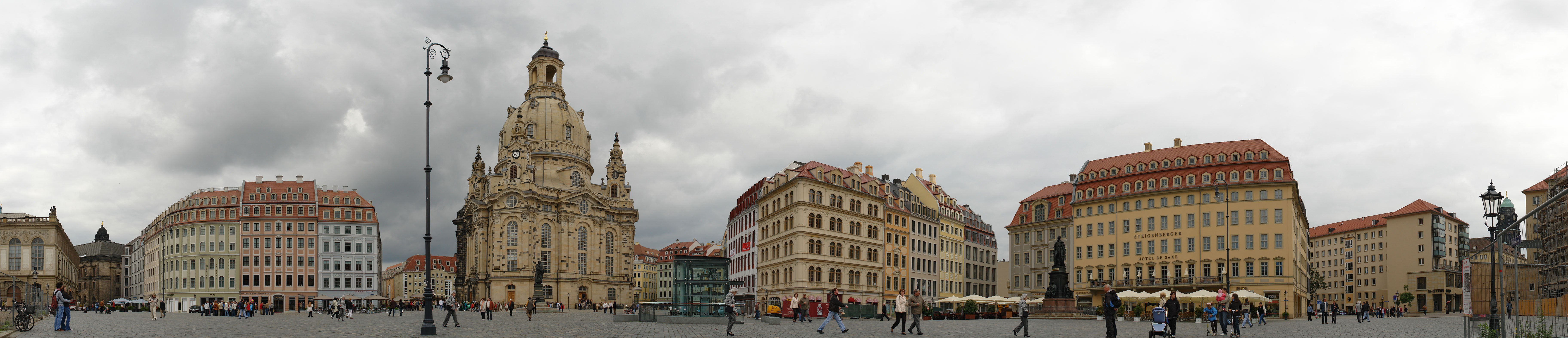
Imagen panorámica de las secciones reconstruidas del Neumarkt en mayo de 2008.

### Controversia y críticas
La reconstrucción de los edificios que rodean Neumarkt ha creado controversia. El crítico de arquitectura Andreas Ruby ha criticado el intento de reconstruir el carácter histórico de la ciudad por no ser auténtico, comparándolo con la recreación de Venecia en el Venetian Resort Hotel de Las Vegas. También ha habido mucho debate sobre en qué medida debería de haber arquitectura contemporánea en la reconstruida Neumarkt.